# Cinco Raças Sob Uma União (Manchukuo)
Cinco Raças Sob Uma União (em chinês: 五族協和, em japonês:  五族協和) foi usado como lema nacional em Manchukuo, para os cinco grupos étnicos dos Manchus, dos japoneses, dos chineses han, dos mongóis e dos coreanos. Era semelhante às "Cinco Raças Sob Uma União" (em chinês:  五族共和) lema usado pela República da China, para os Han, Manchus, Hui, Mongóis e Tibetanos, mas o terceiro dos quatro caracteres chineses foi alterado de União (共) para Cooperação (協). Ambos os lemas foram pronunciados da mesma forma "Go zoku kyōwa" em japonês.
Este lema foi simbolizado na bandeira nacional de Manchukuo, como a cor base amarela (Manchus) com quatro cores listradas no canto superior esquerdo: vermelho (japonês), azul (chinês han), branco (mongóis) e preto (coreanos). 

## Galeria

Roundel da Manchuria Aviation Company, 1931–1945
Alferes de guerra de Manchukuo, 1932–1945
Insígnia do Exército Manchukuo, 1932–1945
Roundel da Força Aérea Manchukuo, 1937–1945
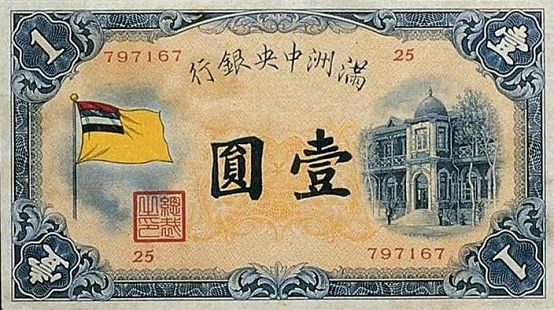
Nota de 1 yuan do Banco Central de Manchou, 1932
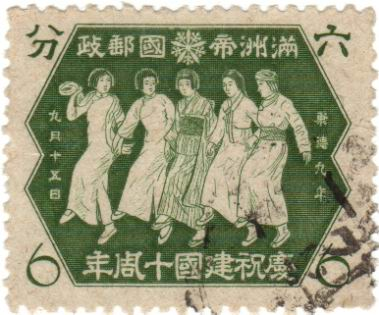
Selo comemorativo propagando a “Concórdia das Nacionalidades”
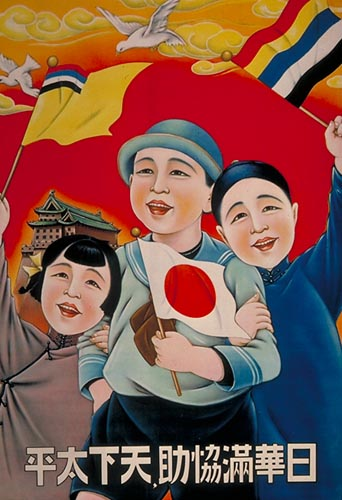
“Com a cooperação do Japão, da China e de Manchukuo, o mundo pode estar em paz”, 1935
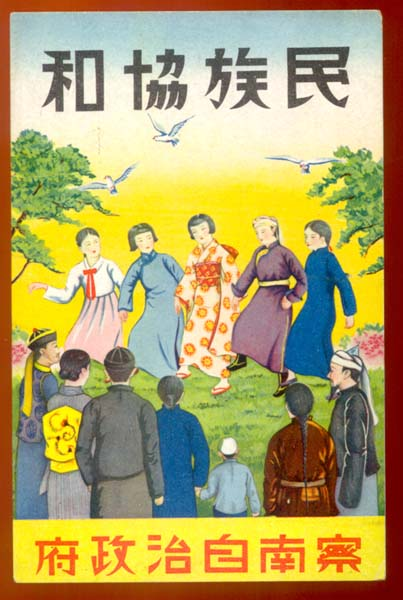
Propaganda do Governo Autônomo de Chahar do Sul, c. 1937–1939